# Imro Lioe A Njie
Imro Lioe A Njie (Paramaribo, 13 januari 1945) is een Surinaams zanger, percussionist, songwriter en arrangeur. Hij zong in de muziekgroepen Tipico, Golden Star, Conjunto Latinos en Kaseko Masters. Daarna leidde hij vijfentwintig jaar lang zijn eigen kasekogroep Ex-Masters en droeg deze daarna over aan zijn zonen. Ook sindsdien verzorgt hij er nog geregeld de voorzang.

## Biografie
Lioe A Njie werd geboren aan de Zwartenhovenbrugstraat in Paramaribo en groeide op in de wijk Frimangron. Hij wist altijd wel dat hij kon zingen, maar deed daar tijdens zijn jeugd nog niets mee. Daarnaast bespeelt hij de skraki. Naast zijn muziekleven werkte hij jarenlang voor het ministerie van Sociale Zaken.
Hij zette op zijn negentiende zijn eerste serieuze stap in de muziek. Bij een show van de voetbalvereniging Hercules won hij de derde prijs met een lied van Brook Benton. Hier werd hij toen wel Mister Enton genoemd. Kort daarop deed hij mee aan een show in Thalia die door radiomaker Harold Braam werd georganiseerd. Lioe A Njie behaalde hier de derde plaats. Toen hij op 28 april 1965 nogmaals meedeed, behaalde hij de eerste prijs, wat voor hem een cadeau aan zijn moeder betekende omdat ze die dag jarig was.
Hij stond hierna onder de aandacht van meerdere muziekgroepen die een zanger zochten en trad toe tot Tipico, een groep die op hem na bestond uit alleen familieleden. Hierna sloot hij zich aan bij Golden Star die werd gevormd door militairen. Vervolgens zong hij in de jaren zeventig voor Conjunto Latinos die geleid werd door Randolf Mathurin. Na negen jaar maakte hij de overstap naar de Kaseko Masters, waar hij tien jaar lang bleef en zich gelukkige jaren herinnert. Met deze groep reisde hij drie maal naar Nederland.
Vervolgens richtte hij de Ex-Masters op, ook wel X-Masters. Zijn eigen groep leidde hij bij elkaar 25 jaar lang. Vervolgens droeg hij deze aan zijn zoons over en treedt hij bij gelegenheid nog met ze op. Met zijn groep zingt hij in de stijl kaseko. Hoewel dat niet zijn eigen eerste voorkeur had, viel hem op dat nummers als Fisman boto goed aansloegen. Enkele andere hits uit zijn pen zijn Hori blo, Kon na mi sey, Kon waka nanga kon libi, Ma fu san ede en Wijsvinger. Veel van zijn werk arrangeerde hij zelf.
Lioe A Njie vertegenwoordigde Suriname tijdens edities van Carifesta in Jamaica (1976), Cuba (1979) en Trinidad. Verder trad hij op in Ghana en meermaals in Nederland en deelde hij het podium met artiesten als Mighty Sparrow, Barbara Lynn, Brook Benton en Garnet Mimms.
In 2019 kreeg hij met Johnny de Miranda een prijs uitgereikt door de Werkgroep Memre Kaseko, met (als trekker) Rosita Leeflang en met diverse leden van NAKS en in 2021 samen met Iwan Esseboom door Talk Of The Town, eveneens voor hun bijdrage aan de kasekomuziek.

## Privéleven
Lioe A Njie was vijfentwintig jaar getrouwd en had daarnaast veel andere vrouwen. Bij elkaar heeft hij 29 kinderen: 16 jongens en 13 meisjes (stand 2021). Al zijn kinderen kennen elkaar en hun vader ook. In zijn muziek roept hij mannen geregeld op om vrouwen met respect te behandelen. Dit leert hij ook zijn kinderen en schoonzonen.